# Транквілізатори
Транквіліза́тори (від лат. tranquillo — заспокоювати) або анксіолітики (від лат. anxietas — тривожний стан, страх + грец. lytikos — здатний розчиняти, ослаблювальний) чи атарактики (від грец. ataraxia — незворушність) — психотропні лікарські засоби, здатні усувати або пом'якшувати невротичні прояви, страх, тривогу, емоційну напругу, розлади сну.

## Історія
Більшість транквілізаторів належать до групи бензодіазепінів. Перший препарат був синтезований в 1951 році, а випробували його лише через кілька років (в 1955 році). Через два роки після випробувань препарату дали ім'я «Транквілізатор».

## Властивості
Транквілізатори володіють п'ятьма фармакодинамічними властивостями:
- анксіолітичною,
- снодійною,
- седативною,
- протисудомною,
- міорелаксантною.

При цьому анксіолітична (протитривожна) властивість є найважливішою особливістю цих заспокійливих засобів, яка проявляється у зменшенні страху, тривоги, неспокою, зниженні емоційної напруги. Також сприяє зниженню іпохондрії (підвищена недовірливість) і обсесій (нав'язливі думки). Снодійна дія проявляється в полегшенні засинання, збільшенні глибини сну і його тривалості. Седативна властивість сприяє зменшенню денної активності, швидкості рухових і психічних реакцій, психомоторної збудливості і зниженню концентрації уваги. Протисудомний ефект пригнічує поширення епілептогенної активності. Міорелаксантний ефект сприяє зняттю збудження і напруги. Також він обмежує реакцію, викликаючи млявість, слабкість. Деякі транквілізатори мають вегетостабілізувальну дію — нормалізують активність нервової системи. Клінічно ця дія проявляється у зменшенні проявів вегетативної тривоги (пітливість, тахікардія, артеріальна гіпертензія, порушення функцій травлення). Ці заспокійливі засоби також і пригнічують — підсилюють ефект наркозних, снодійних, знеболюючих засобів.

## Застосування
Транквілізатори застосовують при тривожних розладах, для лікування тривожних станів і усунення симптомів тривоги.
Можливо застосовувати заспокійливі засоби (транквілізатори) без рецепта, але краще проконсультуватися з лікарем, оскільки транквілізатори можуть призводити до розвитку звикання (їхній ефект знижується при тривалому прийомі). Крім того, вони здатні викликати залежність (фізичну/психічну). Формування залежності виникає, в більшості випадків, при тривалому прийомі. У зв'язку з тим, що заспокійливі препарати сприяють зниженню швидкості психомоторних реакцій і ослаблення концентрації уваги, слід застосовувати їх з обережністю. Особливо це стосується людей, чия робота вимагає швидкої фізичної, психічної реакції і вимагає підвищеної уваги (диспетчери, водії, пілоти).
Необхідно розуміти, що ці препарати були створені як «одноразові» ліки. Спочатку вони задумувалися як симптоматичні засоби для лікування відчуття тривоги. Авторами історично першого з них, діазепаму (торгові назви Валіум, Седуксен, Реланіум, Сибазон тощо) передбачалося, що людина, яка мучиться надлишковою тривогою, може час від часу приймати діазепам для того, щоб знизити рівень тривоги, напруженості і занепокоєння. Однак скоро з'ясувалося, що всі ці препарати дуже швидко викликають звикання і фізичну залежність, тобто самі виявляють наркотичні властивості. Природно, що формування фізичної та психічної залежності у колишнього наркомана відбувається швидше, ніж у середньої людини. Наркомани дуже часто використовують препарати цієї групи для отримання «кайфу». Тобто використовують ліки не в лікувальних цілях, а для посилення наркотичного сп'яніння, або як його альтернативу.
Крім того, всі препарати цієї групи мають украй вузький спектр терапевтичної активності. Ними дуже легко отруїтися, деякі з них є улюбленим засобом для самогубств у підлітковому віці. Особливо це стосується «модних» в середовищі наркоманів препаратів, як от Реланіум та Реладорм. Більшу частину препаратів цієї групи не можна призначати без відома лікаря для постійного приймання. Природно, з будь-якого правила бувають винятки. Існує невелика кількість транквілізаторів, які можна застосовувати для лікування залежності від наркотику. Тут, як приклад, можна назвати денний транквілізатор Грандаксин, який, не викликаючи залежності, допомагає боротися з нав'язливими думками про наркотик. Цей препарат здатний трохи підняти настрій, пом'якшити так звані залишкові вегетативні компоненти синдрому відміни: зменшити тремтіння, неприємне серцебиття, пітливість і т. д. Але його не можна давати пацієнтові ввечері і на ніч, бо він може негативно впливати на сон. Таким чином лікарю при призначенні заспокійливих препаратів доводиться постійно балансувати між двома групами небезпечних для колишнього наркомана речовин. У кожному окремому випадку існує оптимальне рішення. Але прийняти його може тільки лікар.

## Побічні ефекти
Транквілізатори, на відміну від нейролептиків і антидепресантів, не дають виражених побічних ефектів і добре переносяться хворими. Саме тому, відразу після введення в клінічну практику хлордіазепоксиду (Еленіум) в 1959 році число знову синтезованих транквілізаторів зростало лавиноподібно. Нині вони отримали наймасовіше поширення серед всіх лікарських засобів, оскільки широко використовуються не тільки в психіатрії, але і в соматичній медицині. Досить часто здорові люди використовують їх для зняття негативної складової емоційного стресу.
Явища гіперседації — суб'єктивно відзначаються дозозалежна денна сонливість, зниження рівня неспання, порушення концентрації уваги, забудькуватість та інші.
Міорелаксація — загальна слабкість, слабкість в різних групах м'язів.
«Поведінкова токсичність» — об'єктивно наголошувані при нейропсихологічному тестуванні і виявляються навіть при мінімальних дозах легкі порушення когнітивних функцій і психомоторних навичок.
«Парадоксальні реакції» — посилення ажитації і агресивності, порушення сну (зазвичай проходять спонтанно або при зниженні дози).
Психічна і фізична залежність — виникає при тривалому застосуванні (6-12 місяців безперервного прийому) і виявляється феноменами, схожими з невротичною тривогою.